# Gallipoli Cognato–Piccole Dolomiti Lucane regionális park
A Gallipoli Cognato-Piccole Dolomiti Lucane Regionális Park egy természetvédelmi terület Olaszország Basilicata régiójában. 1997-ben alapították. A parkfelügyelet székhelye Accettura városában van. 

## Földrajzi jellemzői
A park Matera és Potenza megyék határvidékén fekszik, a Basento völgyének felső és középső szakasza mentén. A vidék legmagasabb csúcsai a Lukániai-Appenninek mészkővonulatához tartoznak: Monte Croccia (1149 m), Monte dell’Impiso (1319 m). Geológiai szempontpól a vidéket flis és dolomitrétegek (úgynevezett lukániai dolomitok) alkotják. A park területén számos karsztjelenség figyelhető meg (búvópatakok, dolinák stb.), a folyók pedig meredek szurdokvölgyeket vágtak maguknak. 
Jelentősebb folyóvizei a Basento mellett a Cavone és Salandrella, valamint a Caperrino. 

## Flóra
A park növényvilágának jellegzetes képviselői a vadalma, juhar, gyertyán, közönséges magyal, hársfa valamint vadgesztenye. 

## Fauna
A park állatvilágának jellegzetes képviselői a farkas, róka, borz, tarajos sül, vadnyúl, vaddisznó, szarvas, sárgászöld haragossikló,  négycsíkos sikló, vörös kánya, vándorsólyom, egerészölyv, vörös vércse, kuvik, macskabagoly.

## Települései
A park a következő községek területére terjed ki: Accettura, Calciano, Castelmezzano, Oliveto Lucano, Pietrapertosa

## Külső hivatkozások
A park honlapja